# Uczynki miłosierdzia

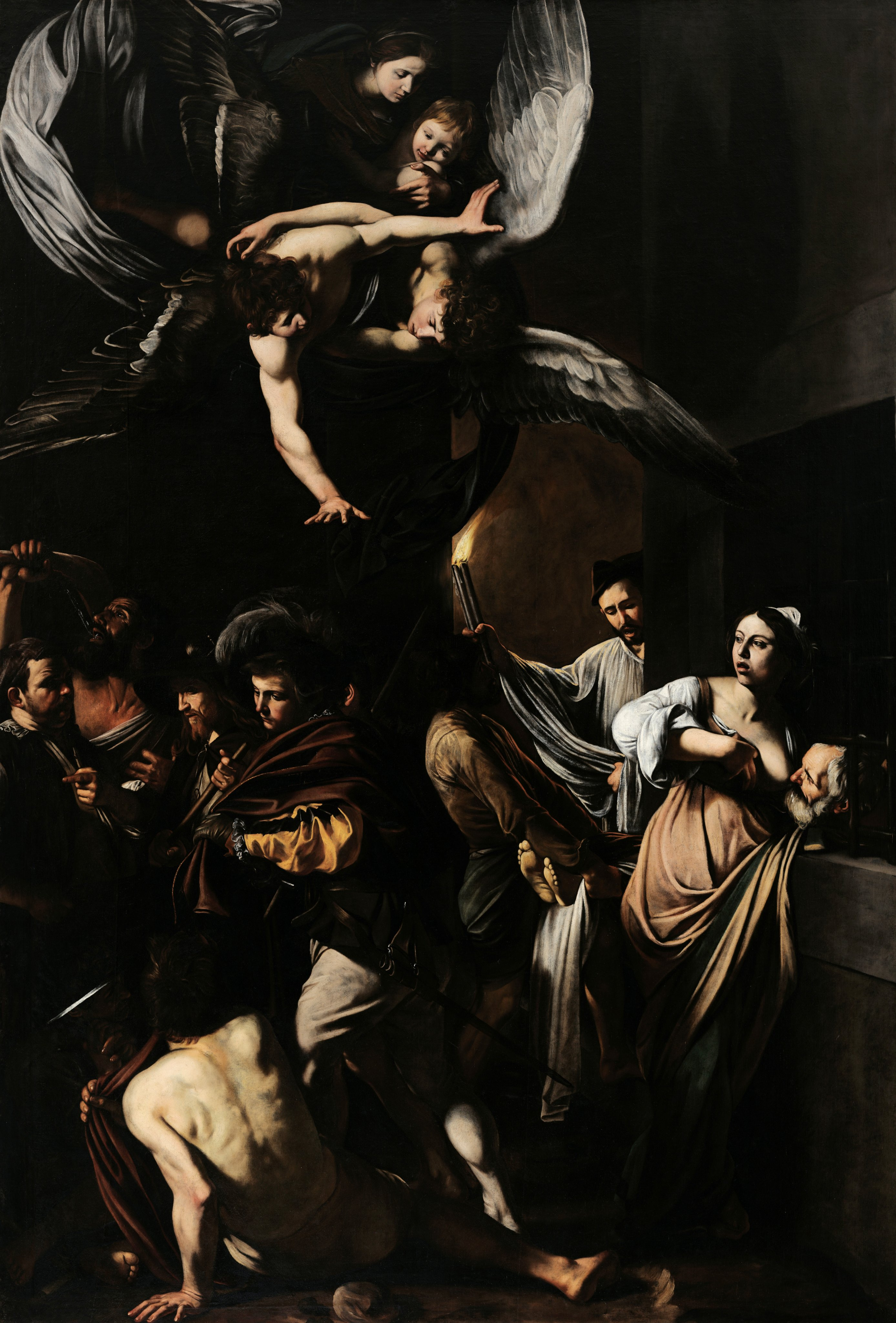
Caravaggio, Siedem dzieł miłosierdzia względem ciała

Uczynki miłosierdzia – obowiązki chrześcijanina wymieniane m.in. w Katechizmie Kościoła Katolickiego oraz w katechizmach innych wyznań chrześcijańskich. Katechizm Kościoła Katolickiego, w punkcie 2447, definiuje uczynki miłosierdzia jako "dzieła miłości, przez które przychodzimy z pomocą naszemu bliźniemu w potrzebach jego ciała i duszy”.
Uczynki miłosierdzia względem duszy:
1. Grzeszących upominać
2. Nieumiejętnych pouczać
3. Wątpiącym dobrze radzić
4. Strapionych pocieszać
5. Krzywdy cierpliwie znosić
6. Urazy chętnie darować
7. Modlić się za żywych i umarłych

Uczynki miłosierdzia względem ciała:
1. Głodnych nakarmić.
2. Spragnionych napoić.
3. Nagich przyodziać.
4. Podróżnych w dom przyjąć.
5. Więźniów pocieszać.
6. Chorych nawiedzać.
7. Umarłych pogrzebać[1].